# 夏井村 (福島県田村郡)
夏井村（なついむら）は福島県田村郡にかつて存在した村である。

## 地理
- 現在の小野町の南部に位置する。

## 歴史

### 村域の変遷
- 1889年（明治22年）4月1日 - 町村制施行により、北田原井村・南田原井村・塩庭村・上羽出庭村・和名田村・湯沢村が合併し田村郡夏井村が発足。
- 1955年（昭和30年）2月1日 - 夏井村は小野新町・飯豊村とともに合併し小野町が発足。夏井村は消滅。

変遷表
| 1868年 以前 | 1868年 以前 | 明治5年    | 明治22年 4月1日 | 昭和30年 2月1日 | 現在   |
| ----------- | ----------- | ---------- | --------------- | --------------- | ------ |
|             | 北田原井村  | 北田原井村 | 夏井村          | 小野町          | 小野町 |
|             | 南田原井村  |            | 夏井村          | 小野町          | 小野町 |
|             | 小塩村      | 塩庭村     | 夏井村          | 小野町          | 小野町 |
|             | 下羽出庭村  | 塩庭村     | 夏井村          | 小野町          | 小野町 |
|             | 上羽出庭村  |            | 夏井村          | 小野町          | 小野町 |
|             | 和名田村    |            | 夏井村          | 小野町          | 小野町 |
|             | 湯沢村      |            | 夏井村          | 小野町          | 小野町 |

## 大字
- 北田原井（きたたはらい）
- 南田原井（みなみたはらい）
- 塩庭（しおにわ）
- 上羽出庭（かみはでにわ）
- 和名田（わなだ）
- 湯沢（ゆざわ）

## 人口・世帯

### 人口
総数 [単位： 人]
| 1889年（明治22年） | 1,699 |
| 1920年（大正 9年） | 3,009 |
| 1947年（昭和22年） | 4,131 |

### 世帯
総数 [単位： 世帯]
| 1920年（大正 9年） | 549 |
| 1947年（昭和22年） | 664 |

## 交通（廃止直前）

### 鉄道
- 日本国有鉄道（ → 東日本旅客鉄道）
  - ■磐越東線
    - 夏井駅